# Tomáš Rolinek
Tomáš Rolinek (* 17. února 1980 Žďár nad Sázavou) je bývalý český hokejový útočník.

## Hráčská kariéra
S hokejem začínal ve Žďáru nad Sázavou, poté odešel do Pardubic. Zde odehrál většinu své extraligové kariéry (od roku 1998) s výjimkou sezony 1999-00, ve které hrál v rámci vojenské služby za Jindřichův Hradec (ten hrál v té době I. hokejovou ligu) a 2003-04. V té nastupoval nejprve za Liberec, později za Litvínov. Svůj první extraligový gól vstřelil 20. října 2000 při domácím zápase proti Litvínovu. Největší extraligový úspěch zaznamenal v sezoně 2004-05, kdy vyhrál s Pardubicemi extraligu. V sezoně 2008-09 pro něj přišel velký zlom v rámci klubové kariéry – přestup do týmu KHL Metallurgu Magnitogorsk. Za Metallurg odehrál za čtyři sezony 262 zápasů, v nichž si připsal 155 kanadských bodů. Po Metallurgu se přesunul do blízkého Salavatu Ufa. Tam ale stihl hrát pouze ve 23 utkáních s 6 kanadskými body. V prosinci 2012 o něj klub ztratil zájem, a tak se vrátil do české extraligy, kde podepsal kontrakt do konce sezony s Pardubicemi. Na začátku sezony 2013-14 se nemohl s Pardubicemi dohodnout na výši platu, takže se ozvala HC Sparta Praha, která byla ochotna na jeho plat přistoupit. Od sezony 2015-16 byl opět hráčem a kapitánem Pardubic, kde působil do roku 2019. Na začátku ročníku 2019/2020 z tohoto klubu na vlastní žádost odešel a v listopadu 2019 začal hrát ve druholigovém HC Stadion Vrchlabí. V lednu 2020 se do pardubického klubu vrátil.
Od sezóny 2005-06 do sezóny 2017-18 byl stabilním členem kádru české hokejové reprezentace, se kterou v letech 2006-2011 získal všechny tři cenné kovy z mistrovství světa. V letech 2010, 2011 a 2014 vedl národní tým na mistrovství světa jako kapitán.
Ukončení své hráčské kariéry oficiálně oznámil 4. listopadu 2020. Z klubu však neodešel a o pár dní později bylo oznámeno, že v Pardubicích bude pokračovat jako sportovní manažer.
Od roku 2022 začal příležitostně nastupovat jako brankář za SK Třebechovice pod Orebem v zápasech krajské ligy.

## Ocenění a úspěchy
- 2001 ČHL-20 - Nejproduktivnější hráč v play-off
- 2001 ČHL-20 - Vítězný gól
- 2010 MS - Vítězný gól

## Prvenství

### ČHL
- Debut - 12. března 1999 (HC IPB Pojišťovna Pardubice proti HC Velvana Kladno)
- První gól - 20. října 2000 (HC IPB Pojišťovna Pardubice proti HC Chemopetrol, a.s., brankáři Zdeňku Orctovi)
- První asistence - 4. listopadu 2000 (HC Oceláři Třinec proti HC IPB Pojišťovna Pardubice)
- První hattrick - 5. prosince 2006 (HC Škoda Plzeň proti HC Moeller Pardubice)

### KHL
- Debut - 3. září 2008 (Metallurg Magnitogorsk proti SKA Petrohrad)
- První asistence - 6. září 2008 (Metallurg Magnitogorsk proti Lokomotiv Jaroslavl)
- První gól - 14. září 2008 (Chimik Voskresensk proti Metallurg Magnitogorsk, brankáři Jurymu Gerasimovovi)
- První hattrick - 5. prosince 2008 (Viťaz Čechov proti Metallurg Magnitogorsk)

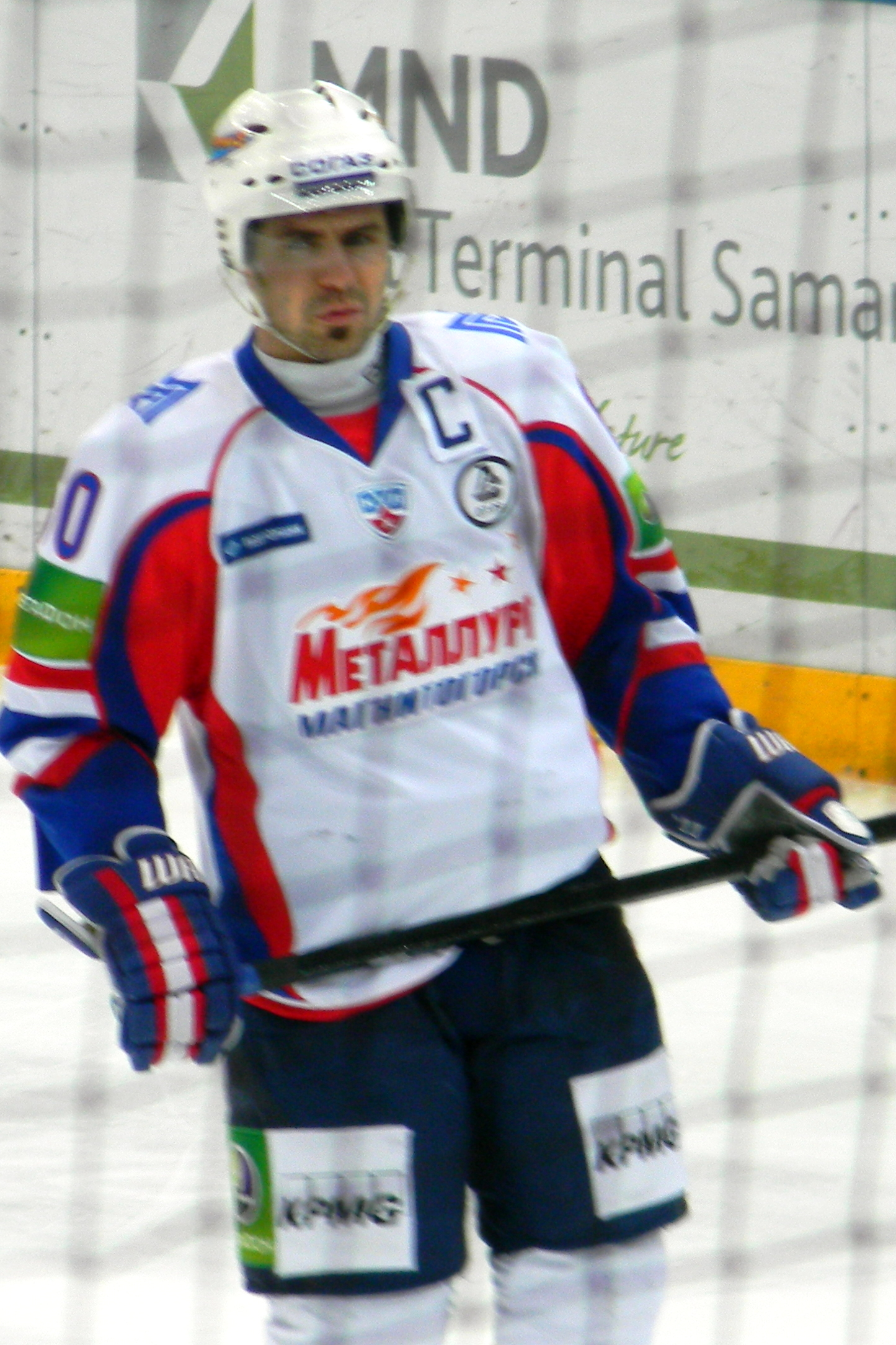
Rolinek v dresu Metallurgu Magnitogorsk (2012)

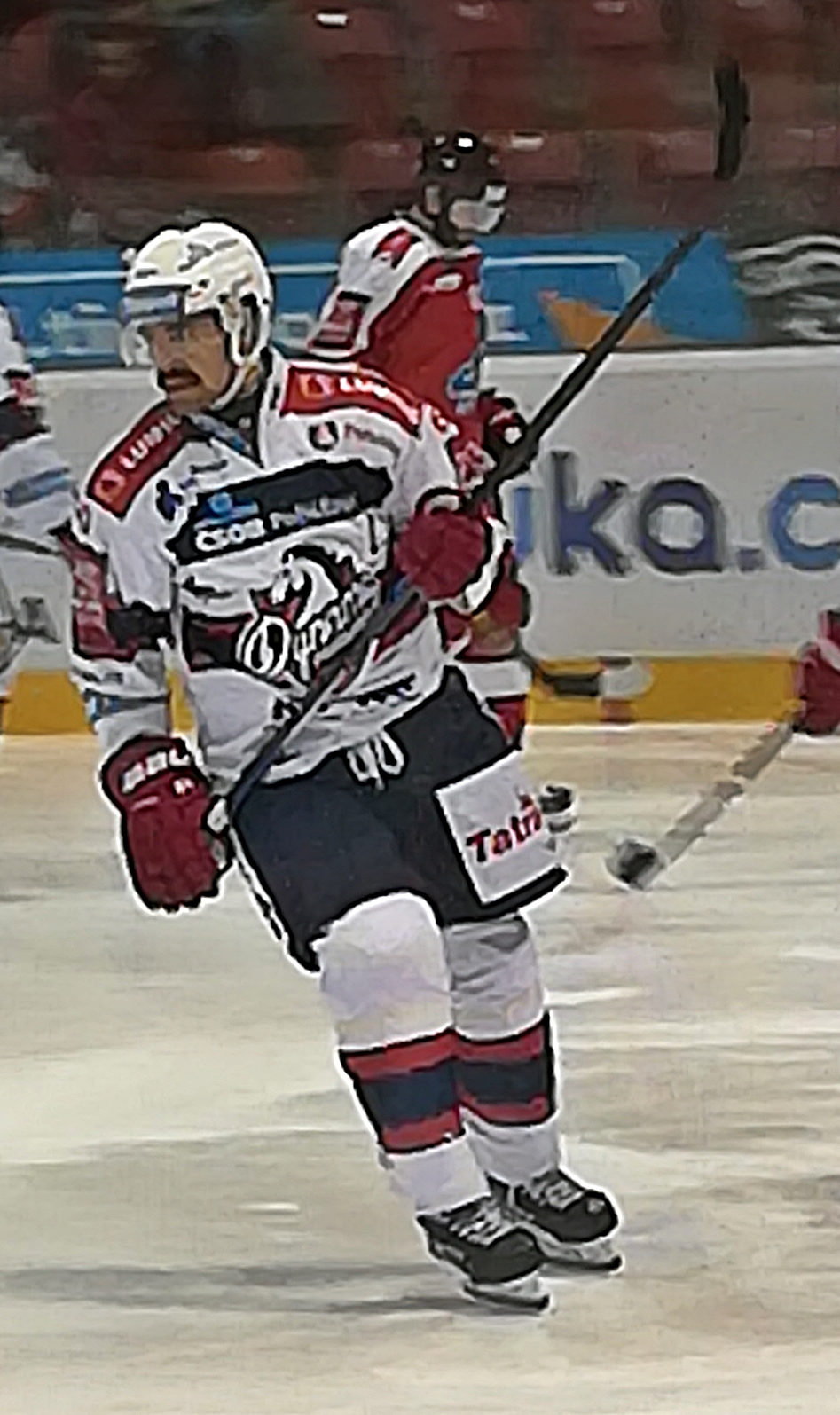
Rolinek hrající za Dynamo Pardubice (2017)

## Klubová statistika
| Sezóna       | Klub                         | Soutěž       |     | Základní část | Základní část | Základní část | Základní část | Základní část |    | Play off | Play off | Play off | Play off | Play off |
| Sezóna       | Klub                         | Soutěž       | Z   | G             | A             | B             | TM            | Z             | G  | A        | B        | TM       |          |          |
| 1998–99      | HC IPB Pojišťovna Pardubice  | ČHL-20       | 45  | 22            | 24            | 46            |               | —             | —  | —        | —        | —        |          |          |
| 1998–99      | HC IPB Pojišťovna Pardubice  | ČHL          | 1   | 0             | 0             | 0             | 0             | —             | —  | —        | —        | —        |          |          |
| 1999–00      | SHC Vajgar Jindřichův Hradec | ČHL-20       | 34  | 26            | 25            | 51            | 53            | —             | —  | —        | —        | —        |          |          |
| 1999–00      | SHC Vajgar Jindřichův Hradec | 1.ČHL        | 23  | 3             | 3             | 6             | 14            | —             | —  | —        | —        | —        |          |          |
| 2000–01      | HC IPB Pojišťovna Pardubice  | ČHL-20       | 14  | 17            | 6             | 23            | 32            | 4             | 5  | 6        | 11       | 8        |          |          |
| 2000–01      | HC IPB Pojišťovna Pardubice  | ČHL          | 30  | 4             | 7             | 11            | 10            | 7             | 3  | 2        | 5        | 8        |          |          |
| 2000–01      | HC Berounští Medvědi         | 1.ČHL        | 15  | 7             | 11            | 18            | 18            | 3             | 1  | 2        | 3        | 0        |          |          |
| 2001–02      | HC IPB Pojišťovna Pardubice  | ČHL          | 50  | 12            | 7             | 19            | 26            | 6             | 1  | 2        | 3        | 27       |          |          |
| 2001–02      | Bílí Tygři Liberec           | 1.ČHL        | 1   | 0             | 0             | 0             | 0             | —             | —  | —        | —        | —        |          |          |
| 2002–03      | HC ČSOB Pojišťovna Pardubice | ČHL          | 40  | 12            | 10            | 22            | 18            | 8             | 0  | 0        | 0        | 6        |          |          |
| 2003–04      | Bílí Tygři Liberec           | ČHL          | 13  | 5             | 3             | 8             | 8             | —             | —  | —        | —        | —        |          |          |
| 2003–04      | HC Chemopetrol, a.s.         | ČHL          | 35  | 3             | 4             | 7             | 18            | —             | —  | —        | —        | —        |          |          |
| 2004–05      | HC Moeller Pardubice         | ČHL          | 42  | 2             | 6             | 8             | 32            | 11            | 1  | 1        | 2        | 12       |          |          |
| 2004–05      | HC VČE Hradec Králové        | 1.ČHL        | 4   | 1             | 0             | 1             | 2             | —             | —  | —        | —        | —        |          |          |
| 2005–06      | HC Moeller Pardubice         | ČHL          | 42  | 15            | 14            | 29            | 32            | —             | —  | —        | —        | —        |          |          |
| 2006–07      | HC Moeller Pardubice         | ČHL          | 47  | 16            | 18            | 34            | 69            | 17            | 7  | 3        | 10       | 6        |          |          |
| 2007–08      | HC Moeller Pardubice         | ČHL          | 48  | 16            | 16            | 32            | 34            | —             | —  | —        | —        | —        |          |          |
| 2008–09      | Metallurg Magnitogorsk       | KHL          | 54  | 24            | 15            | 39            | 28            | 12            | 5  | 3        | 8        | 26       |          |          |
| 2009–10      | Metallurg Magnitogorsk       | KHL          | 55  | 20            | 14            | 34            | 22            | 9             | 3  | 2        | 5        | 33       |          |          |
| 2010–11      | Metallurg Magnitogorsk       | KHL          | 54  | 14            | 15            | 29            | 26            | 15            | 6  | 5        | 11       | 2        |          |          |
| 2011–12      | Metallurg Magnitogorsk       | KHL          | 52  | 10            | 14            | 24            | 22            | 11            | 3  | 2        | 5        | 8        |          |          |
| 2012–13      | Salavat Julajev Ufa          | KHL          | 23  | 3             | 3             | 6             | 8             | —             | —  | —        | —        | —        |          |          |
| 2012–13      | HC ČSOB Pojišťovna Pardubice | ČHL          | 15  | 4             | 5             | 9             | 4             | 5             | 0  | 1        | 1        | 4        |          |          |
| 2013–14      | HC Sparta Praha              | ČHL          | 43  | 18            | 16            | 34            | 12            | 11            | 2  | 5        | 7        | 10       |          |          |
| 2014–15      | HC Sparta Praha              | ČHL          | 49  | 16            | 11            | 27            | 24            | 10            | 1  | 4        | 5        | 10       |          |          |
| 2015–16      | HC Dynamo Pardubice          | ČHL          | 33  | 5             | 6             | 11            | 8             | —             | —  | —        | —        | —        |          |          |
| 2016–17      | HC Dynamo Pardubice          | ČHL          | 45  | 17            | 18            | 35            | 20            | —             | —  | —        | —        | —        |          |          |
| 2017–18      | HC Dynamo Pardubice          | ČHL          | 49  | 13            | 22            | 35            | 66            | 7             | 1  | 5        | 6        | 4        |          |          |
| 2018–19      | HC Dynamo Pardubice          | ČHL          | 45  | 7             | 10            | 17            | 24            | —             | —  | —        | —        | —        |          |          |
| 2019–20      | HC Dynamo Pardubice          | ČHL          | 17  | 1             | 2             | 3             | 8             | —             | —  | —        | —        | —        |          |          |
| 2019–20      | HC Stadion Vrchlabí          | 2.ČHL        | 10  | 7             | 7             | 14            | 4             | —             | —  | —        | —        | —        |          |          |
| Celkem v ČHL | Celkem v ČHL                 | Celkem v ČHL | 644 | 166           | 175           | 341           | 413           | 82            | 16 | 23       | 39       | 87       |          |          |
| Celkem v KHL | Celkem v KHL                 | Celkem v KHL | 238 | 71            | 61            | 132           | 106           | 47            | 17 | 12       | 29       | 69       |          |          |

## Reprezentace
Premiéra v reprezentaci: 4. dubna 2002, Česko – Švýcarsko, Mladá Boleslav.
100. zápas v reprezentaci: 16. prosince 2010, Finsko – Česko (Channel One Cup, Espoo).
Od roku 2006 až 2011 odehrál s reprezentací všech šest mistrovství světa. A od sezony 2005-06 byl dosud každý rok alespoň na jednom turnaji EHT. V rámci EHT se mu nejvíce dařilo v sezoně 2007-08, kdy si za 11 odehraných zápasů připsal 9 kanadských bodů (5+4). Naopak pro něj nejhorší sezona v tomto mezinárodním turnaji byla 2012-13, kdy byl nominován pouze do tří zápasů, nezískal ani jeden kanadský bod a v +/- skončil na -3.
Svůj nejdůležitější reprezentační gól vstřelil při finále MS 2010 proti Rusku, když nasměroval bruslí puk do branky a zvýšil na 2:0. Nakonec Češi vyhráli 2:1, jeho trefa byla tedy vítězná.
Na ZOH 2010 ve Vancouveru nastoupil do všech pěti zápasů a vstřelil v nich jeden gól.
V roce 2014 se zúčastnil jako kapitán mistrovství světa v Minsku, kde s týmem obsadil 4. místo.
| Rok                       | Tým                       | Soutěž                    | Z  | G  | A | B  | TM |
| ------------------------- | ------------------------- | ------------------------- | -- | -- | - | -- | -- |
| 2006                      | Česko                     | MS                        | 8  | 0  | 0 | 0  | 2  |
| 2007                      | Česko                     | MS                        | 3  | 0  | 0 | 0  | 0  |
| 2008                      | Česko                     | MS                        | 7  | 2  | 1 | 3  | 2  |
| 2009                      | Česko                     | MS                        | 7  | 1  | 2 | 3  | 10 |
| 2010                      | Česko                     | OH                        | 5  | 1  | 0 | 1  | 0  |
| 2010                      | Česko                     | MS                        | 9  | 4  | 1 | 5  | 12 |
| 2011                      | Česko                     | MS                        | 9  | 1  | 2 | 3  | 6  |
| 2014                      | Česko                     | MS                        | 10 | 1  | 1 | 2  | 2  |
| Seniorská kariéra celkově | Seniorská kariéra celkově | Seniorská kariéra celkově | 58 | 10 | 7 | 17 | 34 |